# Neoserica denticulata
Neoserica denticulata är en skalbaggsart som beskrevs av Moser 1922. Neoserica denticulata ingår i släktet Neoserica och familjen Melolonthidae. Inga underarter finns listade i Catalogue of Life.